# Liste des communes viticoles de France
 (septembre 2009).
Si vous disposez d'ouvrages ou d'articles de référence ou si vous connaissez des sites web de qualité traitant du thème abordé ici, merci de compléter l'article en donnant les références utiles à sa vérifiabilité et en les liant à la section « Notes et références ».
Voici les communes viticoles françaises classées par région viticole et par ordre alphabétique. En 2012, sur 36 565 communes métropolitaines, on dénombre 19 867 communes françaises ayant le droit de produire au moins un vin labellisé (IGP, AOC-AOP).

## Alsace
Ammerschwihr, Barr, Beblenheim, Bergheim, Colmar, Dambach-la-Ville, Dorlisheim, Gueberschwihr, Hattstatt, Hunawihr, Ingersheim, Kientzheim, Obernai, Pfaffenheim, Ribeauvillé, Rouffach, Sigolsheim, Turckheim, Wettolsheim, Wolxheim.

## Beaujolais
Selon le décret de 2009, la récolte des raisins, la vinification et l'élaboration des vins sont assurées sur le territoire des communes suivantes :
département du Rhône : Alix, Anse, L'Arbresle, Les Ardillats, Arnas, Bagnols, Beaujeu, Belleville, Belmont-d'Azergues, Blacé, Bully, Cercié, Chambost-Allières, Chamelet, Charentay, Charnay, Châtillon, Chazay-d'Azergues, Chénas, Chessy, Chiroubles, Cogny, Corcelles-en-Beaujolais, Dareizé, Denicé, Émeringes, Fleurie, Frontenas, Gleizé, Jarnioux, Juliénas, Jullié, Lacenas, Lachassagne, Lancié, Lantignié, Le Bois-d'Oingt, Le Breuil, Légny, Létra, Liergues, Limas, Lozanne, Lucenay, Marchampt, Marcy, Moiré, Montmelas-Saint-Sorlin, Morancé, Nuelles, Odenas, Oingt, Les Olmes, Le Perréon, Pommiers, Pouilly-le-Monial, Quincié-en-Beaujolais, Régnié-Durette, Rivolet, Saint-Clément-sur-Valsonne, Saint-Cyr-le-Chatoux, Saint-Didier-sur-Beaujeu, Saint-Étienne-des-Oullières, Saint-Étienne-la-Varenne, Saint-Georges-de-Reneins, Saint-Germain-sur-l'Arbresle, Saint-Jean-d'Ardières, Saint-Jean-des-Vignes, Saint-Julien, Saint-Just-d'Avray, Saint-Lager, Saint-Laurent-d'Oingt, Saint-Loup, Saint-Romain-de-Popey, Saint-Vérand, Sainte-Paule, Salles-Arbuissonnas-en-Beaujolais, Sarcey, Ternand, Theizé, Vaux-en-Beaujolais, Vauxrenard, Vernay, Ville-sur-Jarnioux et Villié-Morgon.
Département de Saône-et-Loire : Chaintré, Chânes, La Chapelle-de-Guinchay, Chasselas, Crêches-sur-Saône, Leynes, Pruzilly, Romanèche-Thorins, Saint-Amour-Bellevue, Saint-Symphorien-d'Ancelles et Saint-Vérand.

## Bordeaux
L'appellation Bordeaux comprend toutes les communes également aptes aux appellations plus restrictives du vignoble de Bordeaux.
Cette liste comprend les communes suivantes : Abzac, Aillas, Ambarès-et-Lagrave, Ambès, Anglade, Arbanats, Arbis, Arcins, Arsac, Artigues-près-Bordeaux, Arveyres, Asques, Aubiac, Aubie-et-Espessas, Auriolles, Auros, Avensan, Ayguemorte-les-Graves, Bagas, Baigneaux, Barie, Baron, Barsac, Bassanne, Bassens, Baurech, Bayas, Bayon-sur-Gironde, Bazas, Beautiran, Bégadan, Bègles, Béguey, Bellebat, Bellefond, Belvès-de-Castillon, Bernos-Beaulac, Berson, Berthez, Beychac-et-Caillau, Bieujac, Birac, Blaignac, Blaignan, Blanquefort, Blasimon, Blaye, Blésignac, Bommes, Bonnetan, Bonzac, Bordeaux, Bossugan, Bouliac, Bourdelles, Bourg, Branne, Brannens, Braud-et-Saint-Louis, Brouqueyran, Bruges, Budos, Cabanac-et-Villagrains, Cabara, Cadarsac, Cadaujac, Cadillac, Cadillac-en-Fronsadais, Camarsac, Cambes, Camblanes-et-Meynac, Camiac-et-Saint-Denis, Camiran, Camps-sur-l'Isle, Campugnan, Canéjan, Cantenac, Cantois, Capian, Caplong, Carbon-Blanc, Cardan, Carignan-de-Bordeaux, Cars, Cartelègue, Casseuil, Castelmoron-d'Albret, Castelnau-de-Médoc, Castelviel, Castets-en-Dorthe, Castillon-de-Castets, Castillon-la-Bataille, Castres-Gironde, Caudrot, Caumont, Cauvignac, Cavignac, Cazats, Cazaugitat, Cénac, Cenon, Cérons, Cessac, Cestas, Cézac, Chamadelle, Cissac-Médoc, Civrac-de-Blaye, Civrac-de-Dordogne, Civrac-en-Médoc, Cleyrac, Coimères, Coirac, Comps, Coubeyrac, Couquèques, Courpiac, Cours-de-Monségur, Cours-les-Bains, Coutras, Coutures, Créon, Croignon, Cubnezais, Cubzac-les-Ponts, Cudos, Cursan, Cussac-Fort-Médoc, Daignac, Dardenac, Daubèze, Dieulivol, Donnezac, Donzac, Doulezon, Escoussans, Espiet, Etauliers, Eynesse, Eyrans, Eysines, Faleyras, Fargues, Fargues-Saint-Hilaire, Flaujagues, Floirac, Floudès, Fontet, Fossès-et-Baleyssac, Fours, Francs, Fronsac, Frontenac, Gabarnac, Gaillan-en-Médoc, Gajac, Galgon, Gans, Gardegan-et-Tourtirac, Gauriac, Gauriaguet, Générac, Génissac, Gensac, Gironde-sur-Dropt, Gornac, Gours, Gradignan, Grayan-et-l'Hôpital, Grézillac, Grignols, Guillac, Guillos, Guîtres, Haux, Hure, Illats, Isle-Saint-Georges, Izon, Jau-Dignac-et-Loirac, Jugazan, Juillac, La Brède, La Lande-de-Fronsac, La Réole, La Rivière, La Roquille, La Sauve, Labarde, Labescau, Ladaux, Lados, Lagorce, Lalande-de-Pomerol, Lamarque, Lamothe-Landerron, Landerrouat, Landerrouet-sur-Ségur, Landiras, Langoiran, Langon, Lansac, Lapouyade, Laroque, Laruscade, Latresne, Lavazan, Le Bouscat, Le Fieu, Le Haillan, Le Nizan, Le Pian-Médoc, Le Pian-sur-Garonne, Le Pout, Le Puy, Le Taillan-Médoc, Le Tourne, Le Verdon-sur-Mer, Léogeats, Léognan, Les Artigues-de-Lussac, Les Billaux, Les Eglisottes-et-Chalaures, Les Esseintes, Les Lèves-et-Thoumeyragues, Les Peintures, Les Salles, Lesparre-Médoc, Lestiac-sur-Garonne, Libourne, Lignan-de-Bazas, Lignan-de-Bordeaux, Ligueux, Listrac-de-Durèze, Listrac-Médoc, Lormont, Loubens, Loupes, Loupiac, Loupiac-de-la-Réole, Ludon-Médoc, Lugaignac, Lugasson, Lugon-et-l'Ile-du-Carnay, Lussac, Macau, Madirac, Maransin, Marcenais, Marcillac, Margaux, Margueron, Marimbault, Marions, Marsas, Martignas-sur-Jalle, Martillac, Martres, Masseilles, Massugas, Mauriac, Mazères, Mazion, Mérignac, Mérignas, Mesterrieux, Mombrier, Mongauzy, Monprimblanc, Monségur, Montagne, Montagoudin, Montignac, Montussan, Morizès, Mouillac, Mouliets-et-Villemartin, Moulis-en-Médoc, Moulon, Mourens, Naujac-sur-Mer, Naujan-et-Postiac, Néac, Nérigean, Neuffons, Noaillac, Noaillan, Omet, Ordonnac, Paillet, Parempuyre, Pauillac, Pellegrue, Périssac, Pessac, Pessac-sur-Dordogne, Petit-Palais-et-Cornemps, Peujard, Pineuilh, Plassac, Pleine-Selve, Podensac, Pomerol, Pompéjac, Pompignac, Pondaurat, Porchères, Portets, Préchac, Preignac, Prignac-en-Médoc, Prignac-et-Marcamps, Pugnac, Puisseguin, Pujols, Pujols-sur-Ciron, Puybarban, Puynormand, Queyrac, Quinsac, Rauzan, Reignac, Rimons, Riocaud, Rions, Roaillan, Romagne, Roquebrune, Ruch, Sablons, Sadirac, Saillans, Saint-Aignan, Saint-André-de-Cubzac, Saint-André-du-Bois, Saint-André-et-Appelles, Saint-Androny, Saint-Antoine, Saint-Antoine-du-Queyret, Saint-Antoine-sur-l'Isle, Saint-Aubin-de-Blaye, Saint-Aubin-de-Branne, Saint-Aubin-de-Médoc, Saint-Avit-de-Soulège, Saint-Avit-Saint-Nazaire, Saint-Brice, Saint-Caprais-de-Blaye, Saint-Caprais-de-Bordeaux, Saint-Christoly-de-Blaye, Saint-Christoly-Médoc, Saint-Christophe-de-Double, Saint-Christophe-des-Bardes, Saint-Cibard, Saint-Ciers-d'Abzac, Saint-Ciers-de-Canesse, Saint-Ciers-sur-Gironde, Sainte-Colombe, Saint-Côme, Sainte-Croix-du-Mont, Saint-Denis-de-Pile, Saint-Émilion, Saint-Estèphe, Saint-Étienne-de-Lisse, Sainte-Eulalie, Saint-Exupéry, Saint-Félix-de-Foncaude, Saint-Ferme, Sainte-Florence, Sainte-Foy-la-Grande, Sainte-Foy-la-Longue, Sainte-Gemme, Saint-Genès-de-Blaye, Saint-Genès-de-Castillon, Saint-Genès-de-Fronsac, Saint-Genès-de-Lombaud, Saint-Genis-du-Bois, Saint-Germain-de-Grave, Saint-Germain-de-la-Rivière, Saint-Germain-d'Esteuil, Saint-Germain-du-Puch, Saint-Gervais, Saint-Girons-d'Aiguevives, Sainte-Hélène, Saint-Hilaire-de-la-Noaille, Saint-Hilaire-du-Bois, Saint-Hippolyte, Saint-Jean-de-Blaignac, Saint-Jean-d'Illac, Saint-Julien-Beychevelle, Saint-Laurent-d'Arce, Saint-Laurent-des-Combes, Saint-Laurent-du-Bois, Saint-Laurent-du-Plan, Saint-Laurent-Médoc, Saint-Léon, Saint-Loubert, Saint-Loubès, Saint-Louis-de-Montferrand, Saint-Macaire, Saint-Magne-de-Castillon, Saint-Maixant, Saint-Mariens, Saint-Martial, Saint-Martin-de-Laye, Saint-Martin-de-Lerm, Saint-Martin-de-Sescas, Saint-Martin-du-Bois, Saint-Martin-du-Puy, Saint-Martin-Lacaussade, Saint-Médard-de-Guizières, Saint-Médard-d'Eyrans, Saint-Médard-en-Jalles, Saint-Michel-de-Fronsac, Saint-Michel-de-Lapujade, Saint-Michel-de-Rieufret, Saint-Morillon, Saint-Palais, Saint-Pardon-de-Conques, Saint-Paul, Saint-Pey-d'Armens, Saint-Pey-de-Castets, Saint-Philippe-d'Aiguille, Saint-Philippe-du-Seignal, Saint-Pierre-d'Aurillac, Saint-Pierre-de-Bat, Saint-Pierre-de-Mons, Saint-Quentin-de-Baron, Saint-Quentin-de-Caplong, Sainte-Radegonde, Saint-Romain-la-Virvée, Saint-Sauveur, Saint-Sauveur-de-Puynormand, Saint-Savin, Saint-Selve, Saint-Seurin-de-Bourg, Saint-Seurin-de-Cadourne, Saint-Seurin-de-Cursac, Saint-Seurin-sur-l'Isle, Saint-Sève, Saint-Sulpice-de-Faleyrens, Saint-Sulpice-de-Guilleragues, Saint-Sulpice-de-Pommiers, Saint-Sulpice-et-Cameyrac, Sainte-Terre, Saint-Trojan, Saint-Vincent-de-Paul, Saint-Vincent-de-Pertignas, Saint-Vivien-de-Blaye, Saint-Vivien-de-Médoc, Saint-Vivien-de-Monségur, Saint-Yzan-de-Soudiac, Saint-Yzans-de-Médoc, Salaunes, Salignac, Sallebœuf, Samonac, Saucats, Saugon, Sauternes, Sauveterre-de-Guyenne, Sauviac, Savignac, Savignac-de-l'Isle, Semens, Sendets, Sigalens, Sillas, Soulac-sur-Mer, Soulignac, Soussac, Soussans, Tabanac, Taillecavat, Talais, Talence, Targon, Tarnès, Tauriac, Tayac, Teuillac, Tizac-de-Curton, Tizac-de-Lapouyade, Toulenne, Tresses, Uzeste, Valeyrac, Vayres, Vendays-Montalivet, Vensac, Vérac, Verdelais, Vertheuil, Vignonet, Villandraut, Villegouge, Villenave-de-Rions, Villenave-d'Ornon, Villeneuve, Virelade, Virsac et Yvrac.

## Bourgogne
Aloxe-Corton, Auxey-Duresse, Auxerre, Beaune, Beine, Chablis, Chassagne-Montrachet, Chitry, Chorey-lès-Beaune, Clessé, Coulanges-la-Vineuse, Épineuil, Fuissé, Gevrey-Chambertin, Givry, Igé, Irancy, Jussy, Ladoix-Serrigny, Loché, Mâcon, Maranges, Marsannay-la-Côte, Mercurey, Meursault, Migé, Morey-Saint-Denis, Mouffy, Nuits-Saint-Georges, Pernand-Vergelesses, Pommard, Puligny-Montrachet, Rully, Saint-Bris-le-Vineux, Saint-Romain, Santenay, Savigny-lès-Beaune, Tonnerre, Verzé, Vézelay, Vinzelles, Viré, Volnay.

## Bugey
L'aire d'appellation du vignoble du Bugey s'étend sur les communes suivantes :
L'Abergement-de-Varey, Ambérieu-en-Bugey, Ambléon, Andert-et-Condon, Anglefort, Arbignieu, Argis, Artemare, Belley, Belmont, Benonces, Béon, Boyeux-Saint-Jérôme, Brens, Briord, Cerdon, Ceyzériat, Ceyzérieu, Chanay, Chavornay, Chazey-Bons, Cheignieu-la-Balme, Contrevoz, Conzieu, Corbonod, Cressin-Rochefort, Culoz, Cuzieu, Flaxieu, Groslée, Jujurieux, Journans, Lagnieu, Lavours, Lhuis, Magnieu, Marignieu, Massignieu-de-Rives, Mérignat, Montagnieu, Nattages, Parves, Peyrieu, Pollieu, Poncin, Pugieu, Rossillon, Saint-Alban, Saint-Benoît, Saint-Germain-les-Paroisses, Saint-Champ-Chatonod, Saint-Martin-de-Bavel, Saint-Martin-du-Mont, Saint-Sorlin, Seillonnaz, Seyssel, Talissieu, Torcieu, Tossiat, Vaux-en-Bugey, Villebois, Virignin, Virieu-le-Grand, Vieu et Vongnes.

## Champagne
Bouzy, Reims, Les Riceys, Aÿ, Le Breuil, Le Mesnil-sur-Oger, Avize, Oger, Cuis, Cramant, Vertus, Bergères-lès-Vertus.

## Corse
Le vignoble s'étend sur les communes de :
- Département de Haute-Corse : Aghione, Aiti, Aléria, Algajola, Altiani, Antisanti, Aregno, Avapessa, Barrettali, Belgodère, Biguglia, Borgo, Brando, Cagnano, Calenzana, Calvi, Campi, Canale-di-Verde, Canari, Canavaggia, Casevecchie, Castellare-di-Casinca, Castello-di-Rostino, Castifao, Castirla, Cateri, Centuri, Cervione, Chiatra, Corbara, Costa, Erbajolo, Ersa, Feliceto, Focicchia, Furiani, Galéria, Gavignano, Ghisonaccia, Ghisoni, Giuncaggio, L'Ile-Rousse, Lama, Lavatoggio, Linguizzetta, Lucciana, Lugo-di-Nazza, Lumio, Luri, Manso, Meria, Moltifao, Moncale, Monte, Montegrosso, Monticello, Morosaglia, Morsiglia, Muro, Nessa, Nonza, Novella, Occhiatana, Ogliastro, Olcani, Olmeta-di-Capocorso, Olmo, Omessa, Palasca, Pancheraccia, Penta-di-Casinca, Piedicorte-di-Gaggio, Piedigriggio, Pietracorbara, Pietra-di-Verde, Pietralba, Pietraserena, Pietroso, Pigna, Pino, Poggio-di-Nazza, Poggio-Mezzana, Prato-di-Giovellina, Prunelli-di-Casacconi, Prunelli-di-Fiumorbo, Rogliano, Saliceto, San-Giuliano, San-Martino-di-Lota, San-Nicolao, Sant'Andréa-di-Cotone, Sant'Antonino, Santa-Lucia-di-Moriani, Santa-Maria-di-Lota, Santa-Maria-Poggio, Santa-Reparata-di-Balagna, Serra-di-Fiumorbo, Sisco, Solaro, Sorbo-Ocagnano, Soveria, Speloncato, Taglio-Isolaccio, Talasani, Tallone, Tomino, Tox, Tralonca, Urtaca, Valle-di-Campoloro, Ventiseri, Venzolasca, Vescovato, Vezzani, Vignale, Ville-di-Paraso, Ville-di-Pietrabugno, Zalana et Zilia.
- Département de Corse-du-Sud : Afa, Ajaccio, Alata, Albitreccia, Ambiegna, Appietto, Arbellara, Arbori, Arro, Bastelicaccia, Belvédère-Campomoro, Bilia, Bonifacio, Calcatoggio, Cannelle, Carbuccia, Cargèse, Casaglione, Casalabriva, Cauro, Coggia, Cognocoli-Monticchi, Conca, Coti-Chiavari, Cuttoli-Corticchiato, Eccica-Suarella, Figari, Fozzano, Giuncheto, Granace, Grossa, Grosseto-Prugna, Lecci, Loreto-di-Tallano, Mela, Monacia-d'Aullène, Ocana, Olmeto, Olmiccia, Peri, Piana, Pianottoli-Caldarello, Pietrosella, Pila-Canale, Porto-Vecchio, Propriano, Saint-André-d'Orcino, San-Gavino-di-Carbini, Santa-Lucia-di-Tallano, Sari-d'Orcino, Sari-Solenzara, Sarrola-Carcopino, Sartène, Serra-di-Ferro, Sollacaro, Sotta, Tavaco, Valle-di-Mezzana, Vero, Vico, Viggianello, Villanova et Zonza.

## Jura
Les communes viticoles du vignoble du Jura sont :
Aiglepierre, Arbois, Arc-et-Senans, Arlay, Les Arsures, Augea, Balanod, Baume-les-Messieurs, Beaufort, Bersaillin, Bréry, Buvilly, Cesancey, Champagne-sur-Loue, Château-Chalon, Chille, Chilly-le-Vignoble, Chissey-sur-Loue, Conliège, Courbouzon, Cousance, Cramans, Crançot, Darbonnay, Domblans, L'Étoile, Frontenay, Gevingey, Gizia, Grange de Vaivre, Grusse, Lavigny, Lons-le-Saunier, Macornay, Marnoz, Mathenay, Maynal, Menétru-le-Vignoble, Mesnay, Miéry, Monay, Montaigu, Montain, Montigny-lès-Arsures, Montmorot, Mouchard, Nevy-sur-Seille, Orbagna, Pannessières, Passenans, Perrigny, Poligny, Port-Lesney, Pupillin, Quintigny, Rotalier, Ruffey-sur-Seille, Saint-Amour, Saint-Didier, Saint-Germain-lès-Arlay, Saint-Jean-d'Étreux, Saint-Lothain, Sainte-Agnès, Salins-les-Bains, Sellières, Toulouse-le-Château, Trenal, Vadans, Vercia, Vernantois, Le Vernois, Villette-lès-Arbois, Vincelles et Voiteur.

## Languedoc-Roussillon
La récolte des raisins, la vinification et l'élaboration des vins du vignoble du Languedoc-Roussillon sont assurées sur le territoire de 195 communes de l'Aude, 160 de l'Hérault, 122 des Pyrénées-Orientales et 19 du Gard, soit un total de 496 communes.
Département du Gard : Aspères, Brouzet-lès-Quissac, Calvisson, Carnas, Corconne, Crespian, Fontanès, Gailhan, Junas, Langlade, Lecques, Montmirat, Nîmes, Saint-Clément, Salinelles, Sardan, Sommières, Souvignargues et Vic-le-Fesq.
Département de l'Hérault : Adissan, Agel, Aigne, Aigues-Vives, Aniane, Arboras, Argelliers, Aspiran, Assas, Assignan, Aumelas, Autignac, Azillanet, Babeau-Bouldoux, Beaufort, Beaulieu, Berlou, Béziers, Boisseron, Le Bosc, Brissac, Cabrerolles, Cabrières, Campagne, Cassagnoles, Castelnau-le-Lez, Castries, La Caunette, Causse-de-la-Selle, Causses-et-Veyran, Caussiniojouls, Caux, Cazedarnes, Cazevieille, Cazouls-lès-Béziers, Cébazan, Cessenon-sur-Orb, Cesseras, Ceyras, Claret, Combaillaux, Cournonsec, Cournonterral, Creissan, Cruzy, Faugères, Félines-Minervois, Ferrières-Poussarou, Fontanès, Fontès, Fos, Fouzilhon, Gabian, Garrigues, Gignac, Guzargues, Jonquières, Juvignac, Lagamas, La Livinière, Laurens, Lauret, Lauroux, Lavérune, Lieuran-Cabrières, Lunel, Lunel-Viel, Les Matelles, Mauguio, Mérifons, Minerve, Montagnac, Montesquieu, Montbazin, Montouliers, Montoulieu, Montpellier, Montpeyroux, Moulès-et-Baucels, Murles, Murviel-lès-Béziers, Murviel-lès-Montpellier, Neffiès, Nissan-lez-Enserune, Nizas, Octon, Olonzac, Oupia, Paulhan, Pégairolles-de-Buèges, Pégairolles-de-l'Escalette, Péret, Pézenas, Pierrerue, Pignan, Plaissan, Poujols, Poussan, Prades-le-Lez, Prades-sur-Vernazobre, Puéchabon, Puisserguier, Quarante, Restinclières, Roquebrun, Roquessels, Roujan, Saint-André-de-Buèges, Saint-André-de-Sangonis, Saint-Aunès, Saint-Bauzille-de-la-Sylve, Saint-Bauzille-de-Montmel, Saint-Clément-de-Rivière, Saint-Chinian, Saint-Christol, Saint-Drézéry, Saint-Félix-de-Lodez, Saint-Gély-du-Fesc, Saint-Geniès-des-Mourgues, Saint-Georges-d'Orques, Saint-Guiraud, Saint-Jean-de-Cuculles, Saint-Jean-de-la-Blaquière, Saint-Jean-de-Buèges, Saint-Jean-de-Fos, Saint-Jean-de-Minervois, Saint-Mathieu-de-Tréviers, Saint-Nazaire-de-Ladarez, Saint-Pargoire, Saint-Pons-de-Mauchiens, Saint-Privat, Saint-Saturnin-de-Lucian, Saint-Sériès, Saint-Vincent-de-Barbeyrargues, Sainte-Croix-de-Quintillargues, Saturargues, Sauteyrargues, Sauvian, Sérignan, Siran, Soubès, Sussargues, Le Triadou, Usclas-du-Bosc, Vacquières, Vailhan, Vailhauquès, Valflaunès, Vendémian, Vendres, Vérargues, Vieussan, Villeneuve-lès-Maguelonne, Villeveyrac et Villespassans.
Département de l'Aude : Aigues-Vives, Ajac, Albas, Alet-les-Bains, Alzonne, Antugnac, Aragon, Argeliers, Argens-Minervois, Armissan, Arquettes-en-Val, Azille, Badens, Bages, Bagnoles, Barbaira, Bizanet, Bize-Minervois, Blomac, Bouilhonnac, Bouriège, Boutenac, Cabrespine, Campagne-sur-Aude, Camplong-d'Aude, Canet, Capendu, Cascastel-des-Corbières, Cassaignes, Castelnau-d'Aude, Castelreng, Caunes-Minervois, Caunettes-en-Val, Caves, Cépie, Comigne, Conilhac-Corbières, Conilhac-de-la-Montagne, Conques-sur-Orbiel, Couiza, Cournanel, Coustaussa, Coustouge, Cruscades, Cucugnan, Davejean, Dernacueillette, La Digne-d'Amont, La Digne-d'Aval, Douzens, Duilhac-sous-Peyrepertuse, Durban-Corbières, Embres-et-Castelmaure, Escales, Espéraza, Fa, Fabrezan, Félines-Termenès, Ferrals-les-Corbières, Festes-et-Saint-André, Feuilla, Fitou, Fleury, Floure, Fontcouverte, Fontiès-d'Aude, Fontjoncouse, Fournes-Cabardès, Fraisse-Cabardès, Fraissé-des-Corbières, Gaja-et-Villedieu, Gardie, Ginestas, Gruissan, Homps, Les Ilhes, Jonquières, Labastide-en-Val, Ladern-sur-Lauquet, Lagrasse, Laroque-de-Fa, Lastours, Laure-Minervois, Leucate, Lézignan-Corbières, Limoux, Limousis, Loupia, Luc-sur-Aude, Luc-sur-Orbieu, Mailhac, Mayronnes, Maisons, Magrie, Malras, Malves-en-Minervois, Marseillette, Mirepeisset, Montazels, Montbrun-des-Corbières, Montgaillard, Montirat, Montlaur, Montolieu, Montredon-des-Corbières, Montséret, Monze, Moussoulens, Moux, Narbonne, Névian, Ornaisons, Padern, Palairac, La Palme, Paraza, Pauligne, Paziols, Pépieux, Peyriac-de-Mer, Peyriac-Minervois, Peyrolles, Pezens, Pennautier, Pieusse, Pomas, Port-la-Nouvelle, Portel-des-Corbières, Pouzols-Minervois, Pradelles-en-Val, Puichéric, Quintillan, La Redorte, Ribaute, Rieux-en-Val, Rieux-Minervois, Roquecourbe-Minervois, Roquefort-des-Corbières, Roquetaillade, Rouffiac-d'Aude, Roubia, Rouffiac-des-Corbières, Rustiques, Saint-André-de-Roquelongue, Saint-Couat-d'Aude, Saint-Couat-du-Razès, Sainte-Eulalie, Saint-Frichoux, Saint-Hilaire, Saint-Jean-de-Barrou, Saint-Laurent-de-la-Cabrerisse, Saint-Nazaire-d'Aude, Saint-Pierre-des-Champs, Saint-Polycarpe, Sainte-Valière, Salles-d'Aude, Sallèles-Cabardès, Salsigne, La Serpent, Serres, Serviès-en-Val, Sigean, Talairan, Taurize, Termes, Thézan-des-Corbières, Tournissan, Tourouzelle, Tourreilles, Trassanel, Trausse, Trèbes, Treilles, Tuchan, Ventenac-Cabardès, Ventenac-en-Minervois, Vignevieille, Villanière, Villalier, Villar-en-Val, Villar-Saint-Anselme, Villardonnel, Villarzel-Cabardès, Villebazy, Villedubert, Villegailhenc, Villegly, Villelongue-d'Aude, Villemoustaussou, Villeneuve-les-Corbières, Villeneuve-Minervois, Villerouge-Termenès, Villesèque-des-Corbières, Villetritouls et Vinassan.
Département des Pyrénées-Orientales : Amélie-les-Bains-Palalda, Ansignan, Arboussols, Argelès-sur-Mer, Bages, Baho, Baixas, Banyuls-sur-Mer, Banyuls-dels-Aspres, Bélesta, Bouleternère, Le Boulou, Brouilla, Cabestany, Caixas, Calce, Camélas, Canet-en-Roussillon, Canohès, Caramany, Cases-de-Pene, Cassagnes, Castelnou, Caudiès-de-Fenouillèdes, Cerbère, Céret, Claira, Les Cluses, Collioure, Corbère, Corbère-les-Cabanes, Corneilla-del-Vercol, Corneilla-la-Rivière, Elne, Espira-de-Conflent, Espira-de-l'Agly, Estagel, Estoher, Felluns, Finestret, Fosse, Fourques, Ille-sur-Têt, Joch, Lansac, Laroque-des-Albères, Latour-Bas-Elne, Latour-de-France, Lesquerde, Llauro, Llupia, Marquixanes, Maureillas-las-Illas, Maury, Millas, Montalba-le-Château, Montauriol, Montescot, Montesquieu-des-Albères, Montner, Néfiach, Oms, Opoul-Périllos, Ortaffa, Palau-del-Vidre, Passa, Perpignan, Peyrestortes, Pézilla-de-Conflent, Pézilla-la-Rivière, Pia, Planèzes, Pollestres, Ponteilla, Port-Vendres, Prats-de-Sournia, Prugnanes, Rasiguères, Reynès, Rigarda, Rivesaltes, Rodès, Saint-André, Saint-Arnac, Saint-Cyprien, Saint-Estève, Saint-Féliu-d'Amont, Saint-Féliu-d'Avall, Saint-Génis-des-Fontaines, Saint-Hippolyte, Saint-Jean-Lasseille, Saint-Jean-Pla-de-Corts, Saint-Martin-de-Fenouillet, Saint-Michel-de-Llotes, Saint-Nazaire, Saint-Paul-de-Fenouillet, Sainte-Colombe-de-la-Commanderie, Saleilles, Salses-le-Château, Le Soler, Sorède, Sournia, Taillet, Tarerach, Tautavel, Terrats, Thuir, Tordères, Toulouges, Tresserre, Trévillach, Trilla, Trouillas, Villelongue-dels-Monts, Villemolaque, Villeneuve-de-la-Raho, Villeneuve-la-Rivière, Vinça, Vingrau, Vivès et Le Vivier.

## Lorraine
- Côtes-de-Meuse

Trésauvaux, Combres-sous-les-Côtes, Herbeuville, Hannonville-sous-les-Côtes, Thillot, Saint-Maurice-sous-les-Côtes, Hattonville, Vigneulles-lès-Hattonchâtel (y compris Billy-sous-les-Côtes, Creuë et Viéville-sous-les-Côtes), Heudicourt-sous-les-Côtes, Buxières-sous-les-Côtes et Buxerulles.
- Côtes-de-Toul

Blénod-lès-Toul, Bruley, Bulligny, Charmes-la-Côte, Domgermain, Lucey, Mont-le-Vignoble et Pagney-derrière-Barine.
- Moselle

Ancy-sur-Moselle, Ars-sur-Moselle, Contz-les-Bains, Dornot, Féy, Haute-Kontz, Jussy, Lessy, Lorry-Mardigny, Marange-Silvange, Marieulles, Novéant-sur-Moselle, Plappeville, Rozérieulles, Scy-Chazelles, Sierck-les-Bains, Vaux, Vic-sur-Seille, auxquelles s’est adjointe Arnaville, commune limitrophe en Meurthe-et-Moselle.

## Provence
Aix-en-Provence, Bandol, Les Baux-de-Provence, Le Beausset, Besse-sur-Issole, Brignoles, La Cadière-d'Azur, Carcès, Cassis, Le Castellet, Correns, La Croix Valmer, Draguignan, Eguilles, Flassans-sur-Issole, Fréjus, Garéoult, Gassin, Gignac-la-Nerthe, Grimaud, Hyères, La Londe-les-Maures, Lançon-Provence, Lorgues, Manosque, Meyreuil, Miramas, Mouriès, Nice, Pierrevert, Puget-sur-Argens, Puyloubier, Rians, Rognes, Roquefort-la-Bédoule, Saint-Cannat, Saint-Cyr-sur-Mer, Saint-Rémy-de-Provence, Saint-Tropez, Trets, Venelles, Vernègues, Vidauban.

## Savoie
Apremont, Arbin, Chignin, Cruet et Saint-Jean-de-la-Porte.

## Sud-Ouest
- Communes du vignoble de Bergerac : Baneuil, Bergerac, Boisse, Bonneville-et-Saint-Avit-de-Fumadières, Bouniagues, Campsegret, Carsac-de-Gurson, Colombier, Conne-de-Labarde, Cours-de-Pile, Creysse, Cunèges, Eymet, Faurilles, Flaugeac, Le Fleix, Fonroque, La Force, Fougueyrolles, Fraisse, Gageac-et-Rouillac, Gardonne, Ginestet, Issigeac, Lalinde, Lamonzie-Saint-Martin, Lamothe-Montravel, Lanquais, Les Lèches, Lembras, Lunas, Maurens, Mescoules, Minzac, Monbazillac, Monestier, Monfaucon, Monmadalès, Monmarvès, Monsaguel, Montazeau, Montcaret, Montpeyroux, Mouleydier, Moulin-Neuf, Nastringues, Naussannes, Nojals-et-Clotte, Plaisance, Pomport, Port-Sainte-Foy-et-Ponchapt, Prigonrieux, Queyssac, Rampieux, Razac-d'Eymet, Razac-de-Saussignac, Ribagnac, Rouffignac-de-Sigoulès, Sadillac, Saint-Agne, Saint-Antoine-de-Breuilh, Saint-Aubin-de-Cadelech, Saint-Aubin-de-Lanquais, Saint-Capraise-d'Eymet, Saint-Cernin-de-Labarde, Saint-Germain-et-Mons, Saint-Géry, Saint-Julien-d'Eymet, Saint-Laurent-des-Vignes, Saint-Léon-d'Issigeac, Saint-Martin-de-Gurçon, Saint-Méard-de-Gurçon, Saint-Michel-de-Montaigne, Saint-Nexans, Saint-Perdoux, Saint-Pierre-d'Eyraud, Saint-Rémy, Saint-Sauveur, Saint-Seurin-de-Prats, Saint-Vivien, Sainte-Eulalie-d'Eymet, Sainte-Innocence, Saussignac, Serres-et-Montguyard, Sigoulès, Singleyrac, Thénac, Vélines, Verdon et Villefranche-de-Lonchat.
- Communes de l'appellation Cahors : Albas, Anglars-Juillac, Arcambal, Bagat-en-Quercy, Bélaye, Le Boulvé, Cahors, Caillac, Cambayrac, Carnac-Rouffiac, Castelfranc, Catus, Cieurac, Crayssac, Douelle, Duravel, Fargues, Flaujac-Poujols, Floressas, Grézels, Labastide-du-Vert, Lacapelle-Cabanac, Lagardelle, Lamagdelaine, Luzech, Mauroux, Mercuès, Nuzéjouls, Parnac, Pescadoires, Pontcirq, Pradines, Prayssac, Puy-l'Évêque, Saint-Matré, Saint-Médard, Saint-Vincent-Rive-d'Olt, Saux, Sauzet, Sérignac, Soturac, Touzac, Trespoux-Rassiels, Villesèque et Vire-sur-Lot.
- Communes de l'appellation Gaillac : Alos, Amarens, Andillac, Arthès, Aussac, Bellegarde, Bernac, Bournazel, Brens, Broze, Busque, Les Cabannes, Cahuzac-sur-Vère, Cadalen, Cambon-d'Albi, Campagnac, Carlus, Castanet, Castelnau-de-Lévis, Castelnau-de-Montmiral, Cestayrols, Combefa, Cordes-sur-Ciel, Couffouleux, Cunac, Donnazac, Fayssac, Fenols, Florentin, Frausseilles, Fréjairolles, Gaillac, Giroussens, Itzac, Labastide-de-Lévis, Labessière-Candeil, Lagrave, Larroque, Lasgraisses, Lisle-sur-Tarn, Livers-Cazelles, Loubers, Loupiac, Marsal, Milhavet, Montans, Montels, Mouzieys-Panens, Mouzieys-Teulet, Noailles, Parisot, Peyroles, Puycelsi, Rabastens, Rivières, Rouffiac, Salvagnac, Saint-Beauzile, Saint-Grégoire, Saint-Juéry, Saint-Marcel-Campes, Saint-Sulpice, Sainte-Cécile-du-Cayrou, Sainte-Croix, Senouillac, Souel, Técou, Tonnac, Le Verdier, Vieux, Villeneuve-sur-Vère, Vindrac-Alayrac et Virac.
- Communes de l'appellation Béarn, incluant les appellations jurançon et madiran : Abos, Arbus, Arricau-Bordes, Arrosès, Artiguelouve, Aubertin, Aubous, Aurions-Idernes, Aydie, Baigts-de-Béarn, Bellocq, Bérenx, Bétracq, Bosdarros, Burosse-Mendousse, Cadillon, Cannet, Cardesse, Carresse, Castagnède, Castelnau-Rivière-Basse, Castetpugon, Castillon, Conchez-de-Béarn, Corbère-Abères, Crouseilles, Cuqueron, Diusse, Escurès, Estialescq, Gan, Gayon, Gelos, Hagedet, Haut-de-Bosdarros, L'Hôpital-d'Orion, Jurançon, Lacommande, Lagor, Lahontan, Lahourcade, Laroin, Lascazères, Lasserre, Lasseube, Lasseubetat, Lembeye, Lespielle-Germenaud-Lannegrasse, Lucq-de-Béarn, Madiran, Mascaraàs-Haron, Maumusson-Laguian, Mazères-Lezons, Moncaup, Moncla, Monein, Monpezat, Mont-Disse, Mourenx, Narcastet, Ogenne-Camptort, Oraàs, Orthez, Parbayse, Portet, Puyoô, Ramous, Rontignon, Saint-Faust, Saint-Jean-Poudge, Saint-Lanne, Sainte-Suzanne, Salies-de-Béarn, Salles-Mongiscard, Sauvelade, Séméacq-Blachon, Soublecause, Tadousse-Ussau, Taron-Sadirac-Viellenave, Uzos, Vialer, Viella, Vielleségure.
- Communes de l'appellation irouléguy : Aincille, Anhaux, Ascarat, Bidarray, Bussunarits-Sarrasquette, Bustince-Iriberry, Irouléguy, Ispoure, Jaxu, Lasse, Lecumberry, Ossès, Saint-Étienne-de-Baïgorry, Saint-Jean-le-Vieux et Saint-Martin-d'Arrossa.

## Val de Loire
Amboise, Azay-le-Rideau, Beaulieu-sur-Layon, Boudes, Bourgueil, Brinay, Brissac, Champ-sur-Layon, La Chapelle-Heulin, Châteaumeillan, Chavignol, Chinon, Cosne-sur-Loire, Faye-d'Anjou, Fougères, Lazenay, Mareau-aux-Prés, Mozé-sur-Louet, Notre-Dame-d'Allençon, Pouilly-sur-Loire, Renaison, Reuilly, Saint-Florent-le-Vieil, Saint-Just-sur-Dive, Saint-Lambert-du-Lattay, Saint-Melaine-sur-Aubance, Saint-Nicolas-de-Bourgueil, Saint-Pourçain, Sainte-Lizaigne, Sancerre, Thouarcé, Vertou, Villemontais, Vouvray.

## Vallée du Rhône

### Côtes du Rhône
- Département de l'Ardèche

Andance, Ardoix, Arras-sur-Rhône, Bourg-Saint-Andéol, Champagne, Charnas, Châteaubourg, Cornas, Félines, Glun, Guilherand-Granges, Lemps, Limony, Mauves, Ozon, Peyraud, Sarras, Sécheras, Serrières, Saint-Désirat, Saint-Étienne-de-Valoux, Saint-Jean-de-Muzols, Saint-Julien-en-Saint-Alban, Saint-Just-d'Ardèche, Saint-Marcel-d'Ardèche, Saint-Martin-d'Ardèche, Saint-Péray, Talencieux, Toulaud, Tournon-sur-Rhône et Vion.
- Département de la Drôme

Beaumont-Monteux, Bouchet, Chanos-Curson, Crozes-Hermitage, Érôme, Gervans, Larnage, La Roche-de-Glun, Livron-sur-Drôme, Mercurol, Mérindol-les-Oliviers, Mirabel-aux-Baronnies, Mollans-sur-Ouvèze, Montbrison-sur-Lez, Nyons, Le Pègue, Piégon, Pont-de-l'Isère, Rochegude, Rousset-les-Vignes, Saint-Maurice-sur-Eygues, Saint-Pantaléon-les-Vignes, Serves-sur-Rhône, Suze-la-Rousse, Tain-l'Hermitage, Taulignan, Tulette, Venterol et Vinsobres.
- Département du Gard

Aiguèze, Aramon, Bagnols-sur-Cèze, Carsan, Castillon-du-Gard, Cavillargues, Chusclan, Codolet, Comps, Connaux, Cornillon, Domazan, Estézargues, Fournès, Gaujac, La Roque-sur-Cèze, Laudun, Laval-Saint-Roman, Le Pin, Lirac, Montfrin, Orsan, Pont-Saint-Esprit, Pougnadoresse, Pouzilhac, Pujaut, Remoulins, Rochefort-du-Gard, Roquemaure, Sabran, Sauveterre, Saze, Saint-Alexandre, Saint-André-d'Olérargues, Saint-Étienne-des-Sorts, Saint-Geniès-de-Comolas, Saint-Gervais, Saint-Hilaire-d'Ozilhan, Saint-Julien-de-Peyrolas, Saint-Laurent-de-Carnols, Saint-Laurent-des-Arbres, Saint-Marcel-de-Careiret, Saint-Michel-d'Euzet, Saint-Nazaire, Saint-Paul-les-Fonts, Saint-Paulet-de-Caisson, Saint-Pons-la-Calm, Saint-Victor-la-Coste, Tavel, Théziers, Tresques, Valliguières, Vénéjan et Villeneuve-lès-Avignon.
- Département de la Loire

Chavanay, Malleval, Saint-Michel-sur-Rhône, Saint-Pierre-de-Bœuf et Vérin.
- Département du Rhône

Ampuis, Condrieu, Saint-Cyr-sur-le-Rhône et Tupin-et-Semons.
- Département de Vaucluse

Avignon, Beaumes-de-Venise, Bédarrides, Bollène, Buisson, Cairanne, Camaret-sur-Aigues, Caumont-sur-Durance, Châteauneuf-de-Gadagne, Châteauneuf-du-Pape, Courthézon, Faucon, Gigondas, Grillon, Jonquerettes, Jonquières, Lafare, Lagarde-Paréol, Mondragon, Morières-lès-Avignon, Mornas, Orange, Piolenc, Puyméras, Rasteau, Richerenches, Roaix, La Roque-Alric, Sablet, Sainte-Cécile-les-Vignes, Saint-Marcellin-lès-Vaison, Saint-Romain-en-Viennois, Saint-Roman-de-Malegarde, Saint-Saturnin-lès-Avignon, Sarrians, Séguret, Sérignan-du-Comtat, Sorgues, Suzette, Travaillan, Uchaux, Vacqueyras, Vaison-la-Romaine, Valréas, Vedène, Villedieu, Violès et Visan.

### Clairette de Dieetcrémant de Die
Aix-en-Diois, Aouste-sur-Sye, Aubenasson, Aurel, Barsac, Barnave, Beaufort-sur-Gervanne, Châtillon-en-Diois, Die, Espenel, Laval-d'Aix, Luc-en-Diois, Menglon, Mirabel-et-Blacons, Molières-Glandaz, Montclar-sur-Gervanne, Montlaur-en-Diois, Montmaur-en-Diois, Piégros-la-Clastre, Ponet-et-Saint-Auban, Pontaix, Poyols, Recoubeau-Jansac, Saillans, Saint-Benoit-en-Diois, Saint-Roman, Saint-Sauveur-en-Diois, Sainte-Croix, Suze-sur-Crest, Vercheny et Véronne.

### Grignan-les-adhémar
Allan (Drôme), La Baume-de-Transit, Béconne, Chamaret, Chantemerle-lès-Grignan, Châteauneuf-du-Rhône, Clansayes, Colonzelle, Donzère, Grignan, La Garde-Adhémar, Les Granges-Gontardes, Malataverne, Montségur-sur-Lauzon, Réauville, La Roche-Saint-Secret, Roussas, Salles-sous-Bois, Saint-Paul-Trois-Châteaux, Saint-Restitut, Solérieux et Valaurie.

### Ventoux
Apt, Aubignan, Le Barroux, Le Beaucet, Les Beaumettes, Beaumont-du-Ventoux, Bédoin, Blauvac, Bonnieux, Cabrières-d'Avignon, Caromb, Carpentras, Caseneuve, Crestet, Crillon-le-Brave, Entrechaux, Flassan, Fontaine-de-Vaucluse, Gargas, Gignac, Gordes, Goult, Joucas, Lagnes, Lioux, Loriol-du-Comtat, Malaucène, Malemort-du-Comtat, Maubec, Mazan, Méthamis, Modène, Mormoiron, Murs, Pernes-les-Fontaines, Robion, La Roque-sur-Pernes, Roussillon, Rustrel, Saignon, Saint-Didier, Saint-Hippolyte-le-Graveyron, Saint-Pantaléon, Saint-Pierre-de-Vassols, Saint-Saturnin-lès-Apt, Saumane-de-Vaucluse, Venasque, Viens, Villars et Villes-sur-Auzon.

### Luberon
Ansouis, Apt, Auribeau, La Bastide-des-Jourdans, La Bastidonne, Beaumont-de-Pertuis, Bonnieux, Cabrières-d'Aigues, Cadenet, Castellet, Cheval-Blanc, Cucuron, Goult, Grambois, Lacoste, Lauris, Lourmarin, Maubec, Ménerbes, Mérindol, Mirabeau, La Motte-d'Aigues, Oppède, Pertuis, Peypin-d'Aigues, Puget-sur-Durance, Puyvert, Robion, Saignon, Saint-Martin-de-Castillon, Saint-Martin-de-la-Brasque, Sannes, les Taillades, La Tour-d'Aigues, Vaugines, Villelaure et Vitrolles-en-Luberon.

### Côtes-du-vivarais
- Ardèche : Bidon, Gras, Labastide-de-Virac, Lagorce, Larnas, Orgnac-l'Aven, Saint-Montan, Saint-Remèze, Vinezac
- Gard : Barjac, Le Garn, Issirac, Montclus et Saint-Privat-de-Champclos.

### Costières-de-nîmes
Aubord, Beaucaire, Beauvoisin, Bellegarde, Bernis, Bezouce, Bouillargues, Le Cailar, Caissargues, Garons, Générac, Jonquières-Saint-Vincent, Lédenon, Manduel, Meynes, Milhaud, Nîmes, Redessan, Rodilhan, Saint-Gilles, Sernhac, Uchaud, Vauvert et Vestric-et-Candiac.

### Duché-d'uzès
Aigaliers, Aigremont, Arpaillargues-et-Aureillac, Aubussargues, Bagard, Baron, Belvézet, Blauzac, Bourdic, Bragassargues, Brignon, Canaules-et-Argentières, Cardet, Cassagnoles, Castelnau-Valence, Collorgues, Cruviers-Lascours, Dions, Durfort-et-Saint-Martin-de-Sossenac, Flaux, Foissac, Fons, Fontarèches, Fressac, Gajan, Garrigues-Sainte-Eulalie, Goudargues, La Bastide-d'Engras, La Bruguière, La Calmette, La Capelle-et-Masmolène, La Rouvière, Lédignan, Lézan, Logrian-Florian, Martignargues, Maruéjols-lès-Gardon, Massanes, Massillargues-Attuech, Monoblet, Montaren-et-Saint-Médiers, Moussac, Ners, Puechredon, Ribaute-les-Tavernes, Saint-André-de-Roquepertuis, Saint-Bauzély, Saint-Bénézet, Saint-Césaire-de-Gauzignan, Saint-Chaptes, Saint-Christol-lès-Alès, Saint-Dézéry, Sainte-Anastasie, Saint-Félix-de-Pallières, Saint-Hippolyte-de-Montaigu, Saint-Jean-de-Ceyrargues, Saint-Jean-de-Crieulon, Saint-Jean-de-Serres, Saint-Jean-du-Pin, Saint-Laurent-la-Vernède, Saint-Maurice-de-Cazevieille, Saint-Maximin, Saint-Nazaire-des-Gardies, Saint-Quentin-la-Poterie, Saint-Siffret, Saint-Théodorit, Saint-Victor-des-Oules, Sanilhac-Sagriès, Sauve, Savignargues, Serviers-et-Labaume, Seynes, Tornac, Uzès, Vallabrix, Verfeuil,   Vézénobres